# Prêmio Richard Rado
O Prêmio Richard Rado (em alemão:  Richard-Rado-Preis), denominado em homenagem ao matemático alemão Richard Rado, é um prêmio de ciências por destacada tese em matemática discreta. É concedido bianualmente desde 1998 pela seção de matemática discreta da Associação dos Matemáticos da Alemanha. O montante financeiro de 1000 Euro provém da editora Springer-Verlag de Heidelberg.

## Premiados
- 1998 Meike Schröder, reconhecimento honorário Volker Heun
- 2000 Frank Lutz, reconhecimento honorário Martin Skutella
- 2002 Daniela Kühn
- 2004 Uli Wagner, reconhecimento honorário Julian Pfeifle
- 2006 Mathias Schacht
- 2008 Tobias Gerken, reconhecimento honorário Agelos Georgakopoulos
- 2010 Konstantinos Panagiotou, reconhecimento honorário Raman Sanyal
- 2012 Heidi Gebauer, reconhecimento honorário Juliane Dunkel
- 2014 Lutz Warnke, reconhecimento honorário Marika Karbstein
- 2016 Florian Frick
- 2018 Stefan Glock
- 2020 Lisa Sauermann